# SC Bastia
Der Sporting Club de Bastia ist ein französischer Fußballverein in Bastia auf der Insel Korsika. Der Klub wurde 1905 gegründet; nach einer Fusion (1962) hieß er bis 1987 Sporting Étoile Club Bastia (SEC). Er spielt im Stade Armand Césari, besser bekannt als Stade Furiani. Nach jahrzehntelanger Zugehörigkeit zur 1. und 2. französischen Profiliga wurde der Verein aufgrund Insolvenz im Jahr 2017 in die 5. Liga zwangsversetzt. Nach drei Aufstiegen in Folge spielt der SC Bastia in der Saison 2021/22 in der 2. Liga.

## Geschichte

### Gründung (1905–1914)

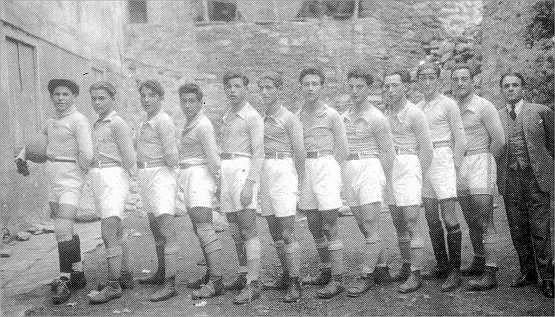
Team des SC Bastia um 1905

1905 gründete Hans Ruesch, ein Schweizer Deutschprofessor am Gymnasium in Bastia, den SC Bastia zusammen mit Emile Brandizi und Joachim Vincensini, welche zusammen die drei Gründungspapiere unterschrieben. Nach der Gründung wurde Emile Brandizi zum ersten Präsidenten des neuen Vereins. Damals war der SC Bastia ein Sportverein, in welchem neben Fußball unter anderem auch Leichtathletik sowie Boxen und Ringen praktiziert wurde. Drei Jahre nach der Gründung im Jahre 1908 erbte Joachim Vincensini den Posten von Emile Brandizi, welcher sich wegen Krankheit zurückgezogen hat und 1914 daran starb.
An Ostern im Jahre 1911 empfing der SC Bastia seine ersten Gegner bei der Piccioni Challenge. Bastia spielte gegen zwei Formationen aus Ajaccio. Danach gab es immer mehr Spiele gegen Mannschaften aus anderen korsischen Städten, um den Fußball auf Korsika zu popularisieren. Der Ausbruch des Ersten Weltkriegs bremste jedoch das Unterfangen.

### Anfänge und Aufstieg (1919–1935)
1919 wurde Touissaint Maestracci der neue Präsident des SC Bastia. Ein Jahr später, am 31. Mai 1920, erhielt der SC Bastia seine Zulassung als Sportverein. Charles Guitton wurde danach neuer Präsident. Die Spiele des SC Bastia wurden nun auf dem Place Saint Nicolas ausgetragen.
Ab 1921 spielte der SC Bastia dann, als erster Verein, in der neu gegründeten Ligue Corse de Football Association (LCFA). Der Französische Fußballverband (damals FFFA) erkannte den SC Bastia sowie die Liga am 1. August 1921 offiziell an.
Joseph Cesari, Spielervater von Armand und Jean-Marie Cesari, wurde 1922 neuer Präsident des SC Bastia, unter seiner Führung gewann der SC Bastia in den Folgejahren keine einzige Trophäe.
Im Jahre 1925 fusionierte der SC Bastia mit dem Olympic Bastiais. Louis Orenga wurde daraufhin der sechste Präsident des Vereins. In der folgenden Saison (1925/26) gewann der SC Bastia erstmals die Korsische Liga sowie auch den Korsischen Cup. Dieses Unterfangen gelang dem SC Bastia auch in den vier Jahren darauf. Sieben Jahre in Folge, bis 1932 gewann Bastia die LCFA und fünfmal den Coupe de Corse.
1926 kauften wichtige Mitglieder Bastias das Gebiet „Campaleone“ für den Bau eines neuen Stadions. Am 4. Februar 1932 wurde symbolisch der erste Stein durch den neuen Präsidenten Pierre Luciani gelegt. Nur wenige Monate später, am 16. Oktober, wurde das Stade de Furiani eingeweiht. Zu diesem Anlass spielte der SC Bastia gegen eine Auswahl aus Ajaccio. 1933 ging Luciani in Ruhestand, nachdem sein Werk, das Stadion, zu voller Zufriedenheit vollendet wurde.
In der nächsten Saison gewann der SC Bastia wieder das Double, bestehend aus dem Sieg der Liga und dem Sieg des Cups. Im darauffolgenden Jahr verstarb Armand Cesari, der langjährige Kapitän der Mannschaft; zu seinen Ehren wurde das Stadion für die Saison 1937/38 umbenannt. Bis 1963 folgten noch acht weitere korsische Meistertitel und zehn korsische Pokalsiege. Mit dem Wechsel der ersten Mannschaft des SC Bastia in den französischen Ligabetrieb wurde der Spielbetrieb in den korsischen Wettbewerben von der zweiten Mannschaft weitergeführt.

### Beginn des Profifußballs und „Goldene Ära“ (1965–1986)
1965/66 absolvierte der SC Bastia seine erste Spielzeit im französischen Profifußball und belegte auf Anhieb den vierten Platz der Ligue 2. 1968 gewann man die Zweitliga-Meisterschaft und feierte den ersten Aufstieg in die Ligue 1. 1972 erreichten die Korsen das Finale des Französischen Pokals, das man mit 1:2 gegen Olympique Marseille verlor. Aufgrund von Marseilles gleichzeitigem Meistertitel durfte Bastia dennoch im Europapokal der Pokalsieger 1972/73 und somit erstmals auf europäischer Bühne antreten.
1977 erreichte die Mannschaft um Erfolgstrainer Pierre Cahuzac und Starspieler wie Dragan Džajić, Claude Papi und Johnny Rep den dritten Platz in der Ligue 1 und damit die beste Platzierung der Vereinsgeschichte. Für noch größeres Aufsehen sorgten die Korsen, als sie im UEFA-Pokal 1977/78 dank Siegen über Teams wie Sporting Lissabon, Newcastle United und Torino Calcio als erste französische Mannschaft überhaupt ins Finale dieses Wettbewerbs einziehen konnten. Dort unterlag Bastia allerdings der favorisierten PSV Eindhoven nach Hin- und Rückspiel mit 0:3.
1981 gewann der SC Bastia unter Trainer Jean-Antoine Redin seinen ersten großen Titel, als er im französischen Pokalfinale den Rekordmeister AS Saint-Étienne mit 2:1 besiegte. Danach folgte ein Niedergang, der zum ersten Abstieg aus der Ligue 1 im Jahr 1986 führte.

### Auf- und Abstiegskämpfe (1986–2017)
Die folgenden Jahrzehnte waren vor allem durch die Auf- und Abstiegskämpfe geprägt, ohne dass die Korsen wieder an frühere Glanzzeiten anknüpfen konnten. Nach soliden Jahren in der zweiten Liga gelang 1994 der zweite Aufstieg der Vereinsgeschichte, woraufhin man sich elf Jahre lang in der Ligue 1 halten konnte. Größte Erfolge in dieser Zeit waren das Erreichen des Endspiels des Ligapokals im Jahr 1995, das man mit 0:2 gegen Paris Saint-Germain verlor, und der Gewinn des UEFA Intertoto Cup 1997, der eine kurzzeitige Rückkehr auf die europäische Bühne ermöglichte.
2005 stieg Bastia zum zweiten Mal aus der Ligue 1 ab, und 2011 erfolgte mit dem erstmaligen Abstieg in die dritte Liga der vorläufige Tiefpunkt. Allerdings gelang den Korsen danach binnen zweier Jahre der Durchmarsch zurück in die Ligue 1.
In der Saison 2016/17 kam der SC Bastia nach dem 20. Spieltag in Kritik, da Anhänger von Bastia beim Heimspiel gegen OGC Nizza dessen Stürmerstar Mario Balotelli mit Affengeräuschen beleidigten. Nach einigen Tagen stellte sich ein Fan, dem daraufhin die Dauerkarte entzogen wurde und Stadionverbot erhielt.
Am 33. Spieltag kam der SC Bastia wiederum in Kritik, als Zuschauer während des Einspielens und nach dem Halbzeitpfiff den Platz stürmten und die Spieler von Olympique Lyon angriffen. Die Disziplinarkommission entschied zu Ungunsten Bastias und wertete das Spiel mit 0:3 gegen den SC. Außerdem musste der SC Bastia zwei Spiele vor leeren Tribünen und auf neutralem Feld (Stade Parsemain) spielen.
Sportlich stieg der SC Bastia mit einer Niederlage gegen Olympique Marseille im letzten Spiel aus der ersten Liga ab.

### Insolvenz und Neubeginn (ab 2017)
Nach dem sportlichen Abstieg aus der Ligue 1 sollte Bastia die neue Saison in der Ligue 2 bestreiten. Jedoch verweigerte die DNGC im Juni 2017 dem SC Bastia aufgrund seines finanziellen Defizits die Lizenz für die Ligue 2 und versetzte ihn in die National 3 (fünfte Liga). Eine Beschwerde des Vereins vor dem Verwaltungsgericht wurde abgewiesen. Bastia verlor seinen Profi-Status und damit sein gesamtes Profiteam.
Im August 2017 wurde der Klub durch Pierre-Noël Luiggi und Claude Ferrandi übernommen. Ferrandi übernahm außerdem das Amt des Präsidenten, Luiggi das des Vizepräsidenten. Neben der neuen Geschäftsführung wurde auch Stéphane Rossi als neuer Trainer vorgestellt.
In der Saison 2018/19 gelang als Meister der korsischen Gruppe in der National 3 der Aufstieg in die vierte Liga, National 2, Gruppe A. Die Saison 2019/20 in der 4. Liga wurde im März 2020 aufgrund der Coronakrise abgebrochen. Der SC Bastia stand zu diesem Zeitpunkt als Tabellenführer mit 5 Punkten Vorsprung auf Platz 1 vor dem CS Sedan und stieg zur Saison 2020/2021 in die National (D3) (3. Liga) auf. Die Saison 2020/21 beendete der Club als Tabellenerster und stieg in die 2. Liga auf.

## Stadion
Der SC Bastia spielt im Stade Armand Césari, besser bekannt unter seinem alten Namen Stade Furiani. Das Fassungsvermögen beträgt 16.480 Zuschauer (inzwischen nur noch Sitzplätze). 1992 war es Schauplatz des Dramas von Furiani, bei dem 1992 kurz vor Beginn eines Pokalspiels eine neu errichtete Zusatztribüne zusammenbrach, was 18 Todesopfer und 2.357 Verletzte forderte. Das Stadion wurde in der Saison 2010/11 durch einen Neubau der Gegentribüne erweitert.

## Vereinslogos

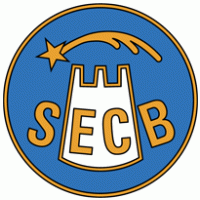
1970er
1980er (erstes Logo unter dem neuen/aktuellen Namen)
2000er

## Sportliche Erfolge
- Französische Fußballmeisterschaft
  - Dritter: 1977
- Französischer Fußballpokal
  - Sieger: 1981
  - Finalist: 1972, 2002
- Französischer Ligapokal
  - Finalist: 2015
- Französischer Fußball-Superpokal
  - Sieger: 1972
- UEFA-Pokal
  - Finalist: 1978
- UEFA Intertoto Cup
  - Sieger: 1997
- Ligue 2
  - Meister: 1968, 2012

## Trainer

### Trainer mit der längsten Amtszeit

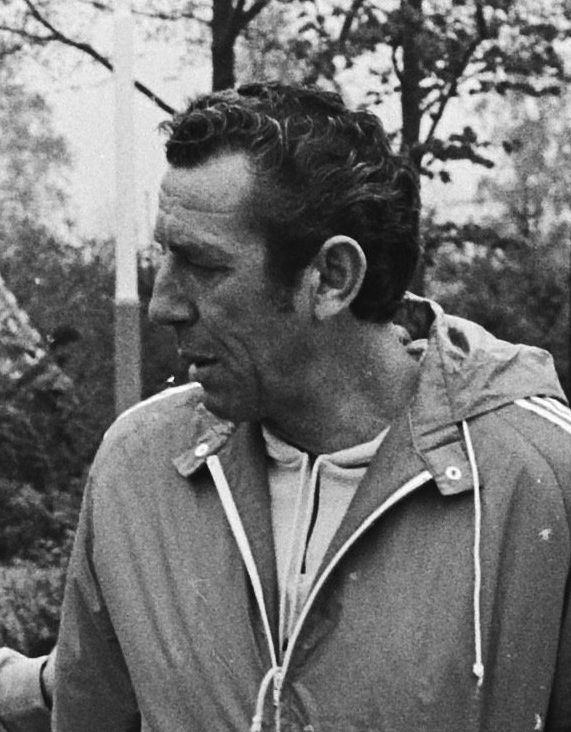
Der Erfolgstrainer des SC Bastia: Pierre Cahuzac (im Jahr 1978)

Der SC Bastia hatte in den letzten 8 Saisons (Stand: 2017) auch gleich 8 verschiedene Trainer angestellt, wobei die Amtsdauer variierte. Rui Almeida, ein Portugiese mit welchem Bastia 2016/17 aus der Ligue 1 abstieg, und Henryk Kasperczak aus Polen, sind die zwei Ausnahmen in der Trainergeschichte des SC Bastia. Bis auf die beiden eben Genannten, waren alle engagierten Trainer seit 1970 aus Frankreich stammend.
| Trainer            | Amtsdauer | Amtsdauer |
| ------------------ | --------- | --------- |
| Pierre Cahuzac     | 2768 Tage | 1971–1979 |
| Jean-Antoine Redin | 1918 Tage | 1980–1985 |
| Roland Gransart    | 1825 Tage | 1986–1991 |

### Trainer mit dem besten Punktedurchschnitt
Pierre Cahuzac, im Übrigen der Großvater des langjährigen Spielers Yannick Cahuzac, war nicht nur der längste Trainer im Amt, sondern konnte in dieser Zeit auch die meisten Punkte pro Spiel mit der Mannschaft erzielen. Seine Amtszeit war auch das „Goldene Zeitalter“ Bastias, sie waren mit ihm zu einem der besten Teams in Frankreich geworden. Gefolgt wird Cahuzac von Frederic Hantz, welcher den Club in der Neuzeit wieder zurück in die Ligue 1 gebracht hatte.
| Trainer            | Punkte pro Spiel |
| ------------------ | ---------------- |
| Pierre Cahuzac     | 1,86 PPS         |
| Frederic Hantz     | 1,47 PPS         |
| Frédéric Antonetti | 1,46 PPS         |

## Ehemalige Spieler
- Pierre-Yves André (1997–2001, 2004–2010)
- Alphonse Aréola (2014–2015)
- Floyd Ayité (2014–2016)
- Ryad Boudebouz (2013–2015)
- André Burkhard (1973–1980)
- Yannick Cahuzac (2005–2017)
- Pascal Camadini (1992–1997, 2005–2006)
- Marc-Kanyan Case (1969–1973)
- Jean-Louis Cazes (1975–1985)
- Gilles Cioni (2005–2007, 2010–2021)
- Anto Drobnjak (1994–1997)
- Dragan Džajić (1975–1977)
- Michael Essien (2000–2003)
- Mamadou Faye (1987–1998)
- François Félix (1971–1973, 1975–1978)
- Féthi Harek (2007–2014)
- Simei Ihily (1978–1985)
- Fabrice Jau (2001–2006, 2007–2010)
- Wahbi Khazri (2009–2014)
- Toifilou Maoulida (2011–2014)
- Paul Marchioni (1974–1981, 1983–1989)
- Louis Marcialis (1978–1985)
- Pascal Mariini (1980–1983, 1988–1989)
- Florian Maurice (2002–2004)
- Rachid Mekhloufi (1968–1970)
- Thierry Meyer (1984–1990)
- Roger Milla (1980–1984)
- Józef Młynarczyk (1984–1986)
- François Modesto (1998–1999, 2013–2016)
- Anthony Modeste (2012–2013)
- César Nativi (1978–1986, 1988–1991)
- Frédéric Née (1998–2001, 2003–2006)
- Pascal Olmeta (1981–1984)
- Charles Orlanducci (1969–1987)
- Ilija Pantelić (1971–1974)
- Claude Papi (1967–1982)
- Nicolas Penneteau (1998–2006)
- Johnny Rep (1977–1979)
- Chaouki Ben Saada (2001–2008, 2019–2022)
- Daniel Solsona (1983–1986)
- Morlaye Soumah (1991–1993, 1994–2004)
- Sébastien Squillaci (2013–2017)
- Piotr Świerczewski (1995–2001)
- Bruno Valencony (1987–1996)
- Jacques Zimako (1972–1977, 1983–1985)

## Spielerstatistiken

### Spieler mit den meisten Einsätzen

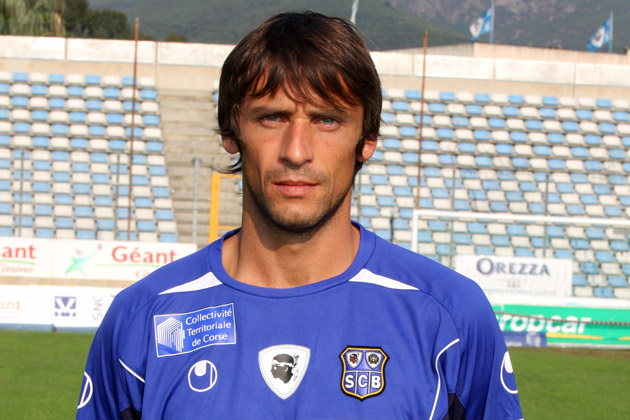
Pierre-Yves André in den Diensten des SC Bastia (2009)

Der Franzose Pierre-Yves André stand mit über 300 Spielen am wesentlich häufigsten auf dem Feld, dicht gefolgt vom langjährigen Kapitän Yannick Cahuzac, welcher jedoch in der Saison 2017/18 den Verein verließ. Beide Korsen blieben dem Sporting Club über 10 Jahre treu. Auf dem dritten Platz folgt der erste Nicht-Franzose, welcher jedoch auch über 200 Spiele auf der Insel absolviert hat.
| Spieler           | Aktive Zeit                     | Spiele |
| ----------------- | ------------------------------- | ------ |
| Pierre-Yves André | 1997–2001, 2006–2010            | 308    |
| Yannick Cahuzac   | 2005–2017                       | 295    |
| Morlaye Soumah    | 1991–2003                       | 230    |
| Féthi Harek       | 2007–2014                       | 204    |
| Frédéric Née      | 1998–2001, 2003–2006            | 193    |
| Nicolas Penneteau | 1998–2006                       | 188    |
| Chaouki Ben Saada | 2002–2008                       | 179    |
| Fabrice Jau       | 2001–2003, 2004–2006, 2007–2010 | 175    |

### Spieler mit den meisten Toren
Auch bei der Anzahl Toren vermag niemand an Pierre-Yves André heranzukommen. Der Korse netzte knapp Hundert Mal für den Klub aus Bastia ein. Und damit traf er gut doppelt so häufig wie der zweiterfolgreichste Torschütze Frédéric Née. Der Tunesier Whabi Khazri, welcher bei Bastia seine, unterdessen erfolgreiche, Karriere gestartet hat, kommt auf etwas mehr als dreißig Tore.
| Spieler           | Aktive Zeit                     | Tore |
| ----------------- | ------------------------------- | ---- |
| Pierre-Yves André | 1997–2001, 2006–2010            | 91   |
| Frédéric Née      | 1998–2001, 2003–2006            | 50   |
| Roger Milla       | 1980–1984                       | 35   |
| Whabi Khazri      | 2009–2014                       | 31   |
| Fabrice Jau       | 2001–2003, 2004–2006, 2007–2010 | 24   |
| Xavier Pentecôte  | 2007–2008, 2010                 | 24   |
| Toiflou Maoulida  | 2011–2014                       | 21   |

## Liga

### Ligazugehörigkeit
Nach Bekanntgabe der kurz bevorstehenden Insolvenz am 4. August 2017 durch den Verein wurde der Sporting Club in die National 3, die fünfthöchste französische Liga, zurückgestuft. Dies nachdem der Verein bereits sportlich aus der Ligue 1, mit dem 20. Schlussrang, in die Ligue 2 abgestiegen ist. Nach den anschließenden Verhandlungen mit der Geschäftsführung des Vereins wurde dem SC Bastia wegen eines Defizits in der Bilanz die Lizenz für die zweite französische Liga verweigert. Damit wurde eine administrative Relegation in die National (D3) durch die DNGC vollzogen.
Erstklassig (Division 1, seit 2002 Ligue 1 genannt) spielte Bastia 1968–1986, 1994–2005 und 2012–2017; zur Saison 2009/10 war der Verein sportlich aus der Ligue 2 in die National abgestiegen. Die Gefahr, aus wirtschaftlichen Gründen sogar in die vierte Liga strafversetzt zu werden, wurde letztlich abgewendet; der Verein spielte somit die Saison doch in der dritten Liga und kehrte an deren Ende als Meister in die Ligue 2 zurück. Dem Zweitliga-Aufstieg folgte der Durchmarsch in die Ligue 1.

### Ligabilanz
| Saison    | Wettbewerb | Platz | S  | U  | N  | Tordifferenz | Punkte | Anmerkungen                                                                      |
| --------- | ---------- | ----- | -- | -- | -- | ------------ | ------ | -------------------------------------------------------------------------------- |
| 1967/68   | Ligue 2    | 1.    | 21 | 8  | 5  | 53:21        | 50     | Aufstieg, Meister                                                                |
| 1968/69   | Ligue 1    | 6.    | 13 | 8  | 13 | 50:66        | 34     |                                                                                  |
| 1969/70   | Ligue 1    | 17.   | 10 | 4  | 20 | 50:74        | 24     |                                                                                  |
| 1970/71   | Ligue 1    | 17.   | 12 | 8  | 18 | 52:83        | 32     |                                                                                  |
| 1971/72   | Ligue 1    | 9.    | 20 | 2  | 16 | 58:57        | 42     |                                                                                  |
| 1972/73   | Ligue 1    | 9.    | 15 | 8  | 15 | 59:41        | 38     |                                                                                  |
| 1973/74   | Ligue 1    | 11.   | 14 | 8  | 16 | 44:49        | 36     |                                                                                  |
| 1974/75   | Ligue 1    | 6.    | 15 | 11 | 12 | 54:47        | 41     |                                                                                  |
| 1975/76   | Ligue 1    | 6.    | 14 | 13 | 11 | 59:53        | 41     |                                                                                  |
| 1976/77   | Ligue 1    | 3.    | 20 | 7  | 11 | 82:53        | 47     | Beste Platzierung in der Ligue 1                                                 |
| 1977/78   | Ligue 1    | 5.    | 19 | 6  | 13 | 62:44        | 44     |                                                                                  |
| 1978/79   | Ligue 1    | 14.   | 13 | 9  | 16 | 53:65        | 35     |                                                                                  |
| 1979/80   | Ligue 1    | 16.   | 14 | 4  | 20 | 39:51        | 32     |                                                                                  |
| 1980/81   | Ligue 1    | 12.   | 13 | 9  | 16 | 50:55        | 35     |                                                                                  |
| 1981/82   | Ligue 1    | 12.   | 12 | 11 | 15 | 43:65        | 35     |                                                                                  |
| 1982/83   | Ligue 1    | 17.   | 9  | 14 | 15 | 41:52        | 32     |                                                                                  |
| 1983/84   | Ligue 1    | 10.   | 14 | 8  | 16 | 36:43        | 36     |                                                                                  |
| 1984/85   | Ligue 1    | 14.   | 11 | 10 | 17 | 39:68        | 32     |                                                                                  |
| 1985/86   | Ligue 1    | 20.   | 5  | 10 | 23 | 30:79        | 20     | Abstieg                                                                          |
| 1986/87   | Ligue 2    | 5.    | 17 | 7  | 10 | 62:49        | 41     |                                                                                  |
| 1987/88   | Ligue 2    | 8.    | 15 | 3  | 16 | 41:52        | 33     |                                                                                  |
| 1988/89   | Ligue 2    | 5.    | 14 | 9  | 11 | 46:44        | 51     |                                                                                  |
| 1989/90   | Ligue 2    | 6.    | 14 | 11 | 9  | 46:38        | 39     |                                                                                  |
| 1990/91   | Ligue 2    | 6.    | 12 | 11 | 11 | 46:35        | 35     |                                                                                  |
| 1991/92   | Ligue 2    | 4.    | 16 | 7  | 11 | 56:46        | 39     |                                                                                  |
| 1992/93   | Ligue 2    | 7.    | 11 | 15 | 8  | 52:39        | 37     |                                                                                  |
| 1993/94   | Ligue 2    | 3.    | 21 | 11 | 10 | 44:29        | 53     | Aufstieg                                                                         |
| 1994/95   | Ligue 1    | 15.   | 11 | 11 | 16 | 44:56        | 44     |                                                                                  |
| 1995/96   | Ligue 1    | 15.   | 12 | 8  | 18 | 45:55        | 44     |                                                                                  |
| 1996/97   | Ligue 1    | 7.    | 17 | 10 | 11 | 54:47        | 61     |                                                                                  |
| 1997/98   | Ligue 1    | 9.    | 13 | 11 | 10 | 36:31        | 50     |                                                                                  |
| 1998/99   | Ligue 1    | 13.   | 10 | 8  | 16 | 37:46        | 38     |                                                                                  |
| 1999/2000 | Ligue 1    | 10.   | 11 | 12 | 11 | 43:39        | 45     |                                                                                  |
| 2000/01   | Ligue 1    | 8.    | 13 | 6  | 15 | 45:41        | 45     |                                                                                  |
| 2001/02   | Ligue 1    | 11.   | 12 | 5  | 17 | 38:44        | 41     |                                                                                  |
| 2002/03   | Ligue 1    | 12.   | 12 | 11 | 15 | 40:48        | 47     |                                                                                  |
| 2003/04   | Ligue 1    | 17.   | 9  | 12 | 17 | 33:49        | 39     |                                                                                  |
| 2004/05   | Ligue 1    | 19.   | 11 | 8  | 19 | 32:48        | 41     | Abstieg                                                                          |
| 2005/06   | Ligue 2    | 6.    | 16 | 10 | 12 | 47:40        | 58     |                                                                                  |
| 2006/07   | Ligue 2    | 9.    | 14 | 11 | 13 | 52:49        | 53     |                                                                                  |
| 2007/08   | Ligue 2    | 11.   | 14 | 9  | 15 | 45:46        | 50     |                                                                                  |
| 2008/09   | Ligue 2    | 11.   | 13 | 9  | 16 | 38:47        | 48     |                                                                                  |
| 2009/10   | Ligue 2    | 20.   | 10 | 9  | 19 | 40:48        | 39     | Abstieg                                                                          |
| 2010/11   | National   | 1.    | 27 | 10 | 3  | 81:24        | 91     | Aufstieg, höchste erzielte Punktzahl                                             |
| 2011/12   | Ligue 2    | 1.    | 21 | 8  | 9  | 61:36        | 71     | Aufstieg, Meister                                                                |
| 2012/13   | Ligue 1    | 12.   | 13 | 8  | 17 | 50:66        | 47     |                                                                                  |
| 2013/14   | Ligue 1    | 10.   | 12 | 11 | 15 | 42:56        | 49     |                                                                                  |
| 2014/15   | Ligue 1    | 12.   | 12 | 11 | 15 | 37:46        | 47     |                                                                                  |
| 2015/16   | Ligue 1    | 10    | 14 | 8  | 16 | 36:42        | 50     |                                                                                  |
| 2016/17   | Ligue 1    | 20.   | 8  | 10 | 20 | 29:54        | 34     | Abstieg, sowie Relegation durch die DNGC in die National 3                       |
| 2017/18   | National 3 | 2.    | 15 | 8  | 3  | 46:18        | 53     |                                                                                  |
| 2018/19   | National 3 | 1.    | 19 | 4  | 1  | 62:9         | 61     | Aufstieg, Meister                                                                |
| 2019/20   | National 2 | 1.    | 17 | 2  | 2  | 37:15        | 53     | Saison beendet nach 21 Spielen aufgrund der Coronakrise – automatischer Aufstieg |
| 2020/21   | National   | 1.    | 19 | 9  | 6  | 57:28        | 66     | Aufstieg, Meister                                                                |
| 2021/22   | Ligue 2    | 12.   | 10 | 16 | 12 | 38:36        | 46     |                                                                                  |
| 2022/23   | Ligue 2    | 4.    | 17 | 9  | 12 | 52:45        | 60     |                                                                                  |

## Ewige Tabelle
Der SC Bastia liegt in der ewigen Tabelle der Ligue 1 momentan auf dem 18. Platz von insgesamt 75. Mannschaften.

## Europapokalbilanz
| Saison  | Wettbewerb                  | Runde         | Gegner                     | Gesamt    | Hin     | Rück          |
| ------- | --------------------------- | ------------- | -------------------------- | --------- | ------- | ------------- |
| 1972/73 | Europapokal der Pokalsieger | 1. Runde      | Atlético Madrid            | 1:2       | 0:0 (H) | 1:2 (A)       |
| 1977/78 | UEFA-Pokal                  | 1. Runde      | Sporting Lissabon          | 5:3       | 3:2 (H) | 2:1 (A)       |
| 1977/78 | UEFA-Pokal                  | 2. Runde      | Newcastle United           | 5:2       | 2:1 (H) | 3:1 (A)       |
| 1977/78 | UEFA-Pokal                  | 3. Runde      | Turin Calcio               | 5:3       | 2:1 (H) | 3:2 (A)       |
| 1977/78 | UEFA-Pokal                  | Viertelfinale | FC Carl Zeiss Jena         | 9:6       | 7:2 (H) | 2:4 (A)       |
| 1977/78 | UEFA-Pokal                  | Halbfinale    | Grasshopper Zürich         | (a)3:3(a) | 2:3 (A) | 1:0 (H)       |
| 1977/78 | UEFA-Pokal                  | Finale        | PSV Eindhoven              | 0:3       | 0:0 (H) | 0:3 (A)       |
| 1981/82 | Europapokal der Pokalsieger | 1. Runde      | Kotkan Työväen Palloilijat | 5:0       | 0:0 (A) | 5:0 (H)       |
| 1981/82 | Europapokal der Pokalsieger | 2. Runde      | Dinamo Tiflis              | 2:4       | 1:1 (H) | 1:3 (A)       |
| 1997    | UEFA Intertoto Cup          | Gruppenphase  | NK Hrvatski dragovoljac    | 1:0       | 1:0 (A) |               |
| 1997    | UEFA Intertoto Cup          | Gruppenphase  | Silkeborg IF               | 1:0       | 1:0 (H) |               |
| 1997    | UEFA Intertoto Cup          | Gruppenphase  | Ebbw Vale AFC              | 2:1       | 2:1 (A) |               |
| 1997    | UEFA Intertoto Cup          | Gruppenphase  | Grazer AK                  | 1:2       | 1:2 (H) |               |
| 1997    | UEFA Intertoto Cup          | Halbfinale    | Hamburger SV               | 2:1       | 1:0 (A) | 1:1 n. V. (H) |
| 1997    | UEFA Intertoto Cup          | Finale        | Halmstads BK               | 2:1       | 1:0 (A) | 1:1 n. V. (H) |
| 1997/98 | UEFA-Pokal                  | 1. Runde      | Benfica Lissabon           | 1:0       | 1:0 (H) | 0:0 (A)       |
| 1997/98 | UEFA-Pokal                  | 2. Runde      | Steaua Bukarest            | (a)3:3(a) | 0:1 (A) | 3:2 (H)       |
| 1998    | UEFA Intertoto Cup          | 2. Runde      | Makedonija Skopje          | 7:1       | 0:1 (A) | 7:0 (H)       |
| 1998    | UEFA Intertoto Cup          | 3. Runde      | Altay İzmir                | 4:3       | 2:0 (H) | 2:3 n. V. (A) |
| 1998    | UEFA Intertoto Cup          | Halbfinale    | FK Vojvodina               | 2:4       | 2:0 (H) | 0:4 (A)       |
| 2001    | UEFA Intertoto Cup          | 2. Runde      | NK Slaven Belupo           | 0:3       | 0:2 (H) | 0:1 (A)       |

Gesamtbilanz: 38 Spiele, 19 Siege, 7 Unentschieden, 12 Niederlagen, 61:45 Tore (Tordifferenz +16)

## Medien

### SCB TV
Der SCB TV ist auf der offiziellen Website sowie auf Dailymotion verfügbar. Bei SCB TV werden Highlights sowie Zusammenfassungen von allen Spielen gezeigt, außerdem sind Teile der Pressekonferenzen, sowie Interviews mit den Spielern zu sehen. Auch werden, wenn auch seltener, Szenen aus Trainings und/oder Fotos von Ereignissen gezeigt. Der SCB TV sendet jedoch keinerlei Live-Sendungen, sondern lädt seine Videos im Nachhinein auf den besagten Plattformen hoch.

### SCB Radio
Jedes Spiel des SC Bastia wurde durch das SCB Radio live übertragen und kommentiert. Das Radio konnte live im Internet über die Website von Bastia angehört werden. Außerdem können die Zuhörer die Spiele der letzten zwei Jahre auch im Nachhinein hören.

### Solu Noi
Das Solu Noi ist ein Vereinsmagazin des SC Bastia, welches periodisch erscheint. Es ist bisher 19-mal erschienen, zuletzt im Juni 2016. Das Magazin behandelt vorweg die erste Mannschaft des SC Bastia, auch mit speziellem Fokus auf jeweils einzelne Spieler. Jedoch wird auch über wichtige Ereignisse von Jugendmannschaften und Reserveteams berichtet. Außerdem erscheinen jeweils zu Beginn der neuen Saison ein Extra-Heft, in dem die Leser auf die neue Saison vorbereitet werden. Das Magazin konnte im Fanshop bezogen werden.

## Sponsoren
Der Hauptsponsor des SC Bastia ist Oscaro, von welchem nun auch eine Gruppe über die Übernahme des Vereins verhandelt. Weiter sind auch Corsica Ferries, Pago, Qwant und Vito Geldgeber des Vereins. Der aktuelle Ausrüster von Bastia ist Adidas Madewis.